# Sonate K. 177
La sonate K. 177 (F.127/L.364) en ré majeur est une œuvre pour clavier du compositeur italien Domenico Scarlatti.

## Présentation
La sonate K. 177 en ré majeur est notée Andante moderato et forme une paire avec la sonate K. 178. L'ouverture évoque une harmonie de trompettes. La partition ouvre le second volume des manuscrits de Venise, Ralph Kirkpatrick suivant ce manuscrit pour sa numérotation.

## Manuscrits
Le manuscrit principal est le premier numéro du volume II (Ms. 9773) de Venise (1752), copié pour Maria Barbara ; l'autre est Parme VI 27 (Ms. A. G. 31411). Les autres sources manuscrites sont Münster V 14 (Sant Hs 3968) et Vienne A 10 (VII 28011 A).

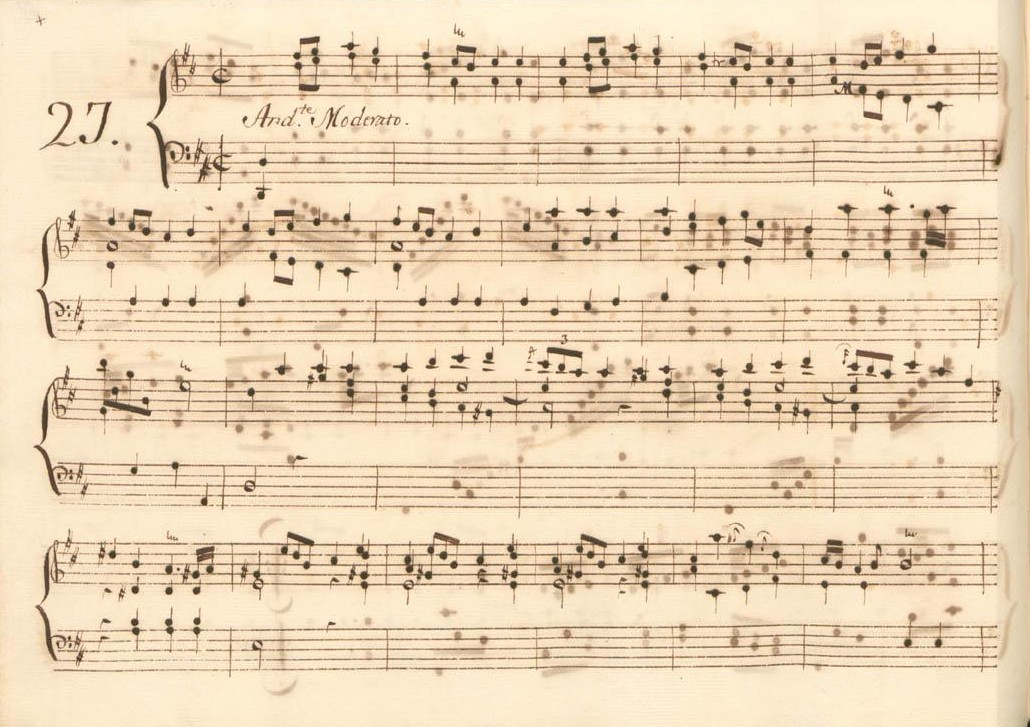
Parme VI 27.
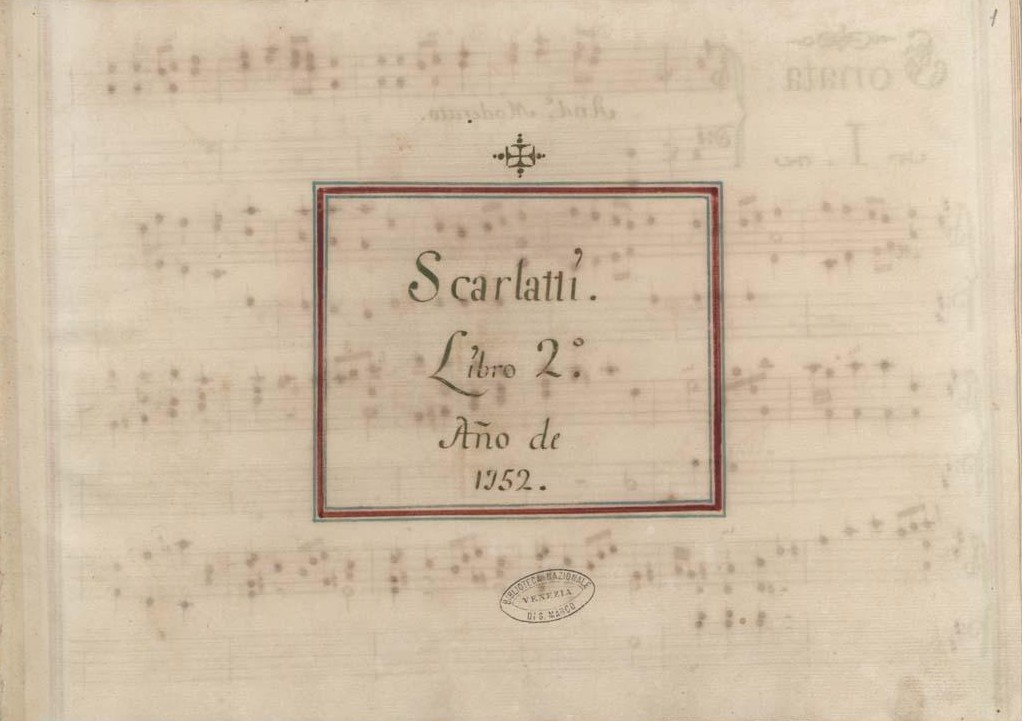
Page de titre de Venise II.
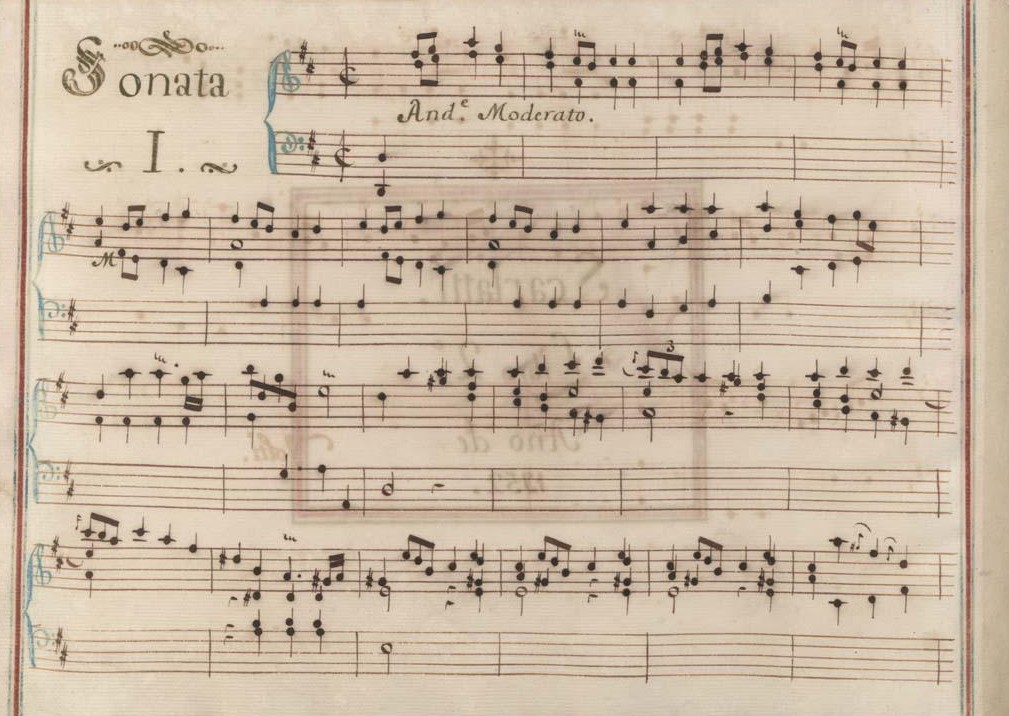
Venise II 1.

## Interprètes
Au piano, la sonate K. 177 est défendue par Carlo Grante (Music & Arts vol. 3), Orion Weiss (2013, Naxos, vol. 15) ; au clavecin par Scott Ross (1985, Erato) et Pierre Hantaï (2002, Mirare). Cette sonate est très populaire chez les guitaristes : David Russell (1989, Telarc) et Stephan Schmidt (1995, Valois), notamment, l'ont enregistrée. Boris Lenko en donne une version pour accordéon (2010, Pavlik Records), alors qu'Andrés Cea l'a jouée sur l'orgue Jorge Bosch du palais royal de Madrid (2007, Lindoro).

## Sources
: document utilisé comme source pour la rédaction de cet article.
- Ralph Kirkpatrick (trad. de l'anglais par Dennis Collins), Domenico Scarlatti, Paris, Lattès, coll. « Musique et Musiciens », 1982 (1re éd. 1953 (en)), 493 p. (OCLC 954954205, BNF 34689181).
- Alain de Chambure, « Domenico Scarlatti : Intégrale des sonates — Scott Ross », p. 185, Erato (2564-62092-2), 1985 (OCLC 891183737) .